# 파야
파야(波若, 561년~613년)는 고구려의 승려이다.

## 생애
중국에 건너가서 선법(禪法)을 구하여 칭송을 받았다. 천태학(天台學) 연구에 업적을 남겼다.

## 참고 문헌
- 이 문서에는 다음커뮤니케이션(현 카카오)에서 GFDL 또는 CC-SA 라이선스로 배포한 글로벌 세계대백과사전의 내용을 기초로 작성된 글이 포함되어 있습니다.